# Rowena
Rowena är en stad i sydvästra Runnels County i den amerikanska delstaten  Texas. Den hade cirka 300 invånare vid folkräkningen 2020.
Paul J. Baron planlade staden 1898. 
Bonnie Parker föddes i Rowena.